# Gonzalve d'Espagne
Gonzalve d'Espagne (v. 1255-1313), ou Gonzalve de Balboa ou Gonzalve de Valbonne (en latin Gonsalvus Hispanus ou Gondisalvus de Vallebona), ou encore Gondissalvusest un philosophe et théologien franciscain. Maître de Duns Scot, avec qui il aurait entretenu une relation privilégiée, il a disputé lors de son unique magistère en théologie à Paris contre le dominicain Maître Eckhart. Après 1303, il a quitté la vie universitaire pour devenir général de son ordre. Les questions disputées et quodlibétales produites par son enseignement parisien révèlent un auteur averti des débats théologiques et philosophiques de son temps, connaissant et critiquant souvent la doctrine de maîtres importants comme Thomas d'Aquin, Henri de Gand et Godefroid de Fontaines. Ses questions disputées défendent par ailleurs la condamnation de 219 thèses philosophiques promulguée par l'Évêque de Paris Étienne Tempier en 1277 contre les critiques dont elle a pu faire l'objet à la fin du XIIIe siècle. En plus de son travail universitaire, on lui attribue entre autres des écrits polémiques ciblant Pierre de Jean Olivi et Ubertino de Casale.

## Vie
Gonzalve de Balboa, dit Gonsalve d'Espagne (en latin Gonsalvus Hispanus) est né vers 1255 à Balboa, en Galice (Espagne). Entré chez les Frères Mineurs, il est envoyé faire ses études à l'université de Paris, où il aura pour maître, au studium franciscain, Pierre de Jean Olivi. Devenu maître en théologie vers 1297, il enseigne à la faculté de théologie, où il guide les premiers pas de Duns Scot, bachelier sententiaire frais émoulu d'Oxford, pour lequel il éprouvera beaucoup d'estime et qu'il nommera plus tard (1304) comme son successeur au centre d'étude franciscain de Paris. Au cours de l'année scolaire 1302-1303, il échange une controverse, devenue fameuse, avec le dominicain Maître Eckhart.
Le 25 juin 1303, il doit, comme Duns Scot et pour les mêmes raisons que celui-ci, quitter la France, après avoir désapprouvé l'attitude de Philippe le Bel appelant à la réunion d'un concile contre le pape Boniface VIII. Il est alors élu Provincial de Castille, puis Ministre général de l'Ordre franciscain en 1304. Dans ses nouvelles fonctions, il en appelle à une plus stricte fidélité aux observances, prend des mesures contre les franciscains Spirituels, particulièrement contre Ubertin de Casale, et participe au concile de Vienne (1311-1312), qui se solda entre autres par la condamnation de certaines thèses de Pierre de Jean Olivi. Gonzalve meurt le 13 avril 1313.
Figure de transition, Gonzalve semble avoir peu écrit : si son Commentaires sur les Sentences est aujourd'hui perdu, on a conservé des Conclusions de métaphysique (souvent attribuées à tort à Duns Scot) et des Questions disputées.

## Sa pensée
Comme d'autres universitaires parisiens de la fin du XIIIe siècle, Henri de Gand ou Godefroid de Fontaines, Gonzalve d'Espagne a élaboré sa pensée sur base d'une utilisation critique de l'aristotélisme et de l'augustinisme. S'il a dû compter avec les condamnations de 1277, par lesquelles l'évêque de Paris, Etienne Tempier, frappait ce que l'on a appelé l'averroïsme latin, sa formation auprès de Pierre de Jean Olivi l'a cependant tenu éloigné de positions philosophiques censurées pour leur déterminisme ou leur intellectualisme.[incompréhensible] Ainsi, on a pu présenter son enseignement à la fois comme une doctrine traditionnelle mais largement ouverte à l'aristotélisme, et comme une réaction conservatrice en face des doctrines nouvelles qui circulaient à l'Université de Paris.
De la tradition franciscaine, marquée par l'héritage augustinien de saint Bonaventure, il a entre autres  récupéré la thèse de la pluralité des formes dans le composé humain, et celle de la primauté de la volonté sur l'intellect, en Dieu comme en l'homme; thèse qui sera à la base de la controverse avec Eckhart.

### Anti-thomisme
Dans sa question disputée IX, Gonzalve entre en dialogue critique avec la conception thomasienne de la foi. Là où Thomas d'Aquin défend une analogie entre science et vision, qui fonde une conception de la foi comme connaissance partielle, imparfaite, d'un objet absent, Gonzalve comprend plutôt l'acte de foi comme un assentiment au témoignage livré par une figure faisant autorité, mais pouvant coexister avec une connaissance scientifique du même objet.
Gonzalve se montre également critique de la conception thomasienne de la théologie. Pour Thomas d'Aquin, celle-ci est une science principalement théorique; or, pour Gonzalve, la théologie est une science absolument pratique qui, si elle porte sur des objets théoriques, est entièrement ordonnée à l'action.

### Pluralité des formes
Gonzalve s'oppose à l'unicité formelle des aristotéliciens : l'âme n'est pas la seule forme du composé humain, mais il existe en chaque individu autant de formes qu'il y a d'opérations et d'organes. Ces formes sont liées de manière à former un tout substantiel et se trouvent subordonnée à une forme supérieure (dite complétive) qui, dans le cas de l'être humain est l'humanité (alors que, pour Olivi, c'est l'âme intellective). Cette pluralité de formes se trouve dans le corps, mais aussi dans l'âme, laquelle est composée d'un principe matériel et d'un principe formelle, la matière étant ici entendue, comme chez d'autres maîtres franciscains, comme la part de potentialité ou la possibilité qui affecte toute créature.

### Primauté de la volonté
Utrum in Deo sit idem esse et intelligere : tel est le sujet de la disputatio de 1302, véritable joute universitaire où, selon les règles, le Franciscain tient le rôle de disputant, et le Dominicain, celui d'objectant. En Dieu, être et comprendre sont-ils une même réalité ? Pour Eckhart, c'est parce que Dieu connaît, qu'il est : l'intellection constitue le fondement de l'être; action purement infinie, elle est la première perfection et l'être ne vient qu'ensuite. Dans cette perspective, ce qui, comme Dieu, relève de l'intelligence, n'appartient pas à l'être; et Dieu étant intellection et non être, la grâce réside dans la partie intellective de l'âme, créée à l'image de Dieu. En d'autres termes, l'intelligence est supérieure à la volonté car c'est elle qui peut nous rendre déiformes, et l'on plaît à Dieu dans la mesure où l'on connaît. Face à cet intellectualisme aristocratique, Gonsalve prend la défense des simples, évoque l'esprit de l'évangile et exalte la charité. Pour lui, c'est l'acte d'aimer qui rend semblable à Dieu. Aussi cherche-t-il du côté de la volonté l'empreinte divine en l'homme et la voie d'union à Dieu. Ainsi défini, le volontarisme franciscain n'a rien à voir avec un quelconque endurcissement stoïque, lequel serait davantage lié à la psychologie des Temps Modernes. Mais, dans une perspective pratique où pauvreté et humilité sont considérées comme des valeurs fondatrices, il s'agit plutôt de l'idée de volonté comme liberté et pas simplement comme appétit naturel ou comme appétit intellectuel, ainsi que l'explique Bernard Forthomme.

### Signification de la controverse
La controverse sur le primat de l'intellect ou de la volonté peut ainsi être lue à plusieurs niveaux : 
1. Sur le plan historique, elle rallume la rivalité entre philosophie et révélation, qui faisait le fond des condamnations de 1277, puisqu'à travers intellectualisme et volontarisme se reproduit le débat entre béatitude philosophale et béatification théologale;
2. Sur le plan éthique, elle accentue le contraste entre l'idéal aristotélicien de noblesse intellectuelle et le style de vie simple préconisé par le franciscanisme;
3. Sur le plan métaphysique, elle annonce l'opposition entre deux visions de l'être, l'une plus "élitiste", l'autre plus "égalitaire" : la doctrine de l'équivocité, défendue par Thomas d'Aquin et Maître Eckhart, lesquels distinguent l'être de Dieu et celui des créatures; et la doctrine de l'univocité, mise au point par Duns Scot, l'élève de Gonzalve, dans laquelle la différence entre les créatures et Dieu, ne sera plus que celle existant entre le fini et l'infini;
4. Sur le plan pédagogique, elle laisse entrevoir deux formes d'engagement apostolique : l'initiation des béguines au savoir conceptuel de la métaphysique, dans le mouvement de la mystique rhénane; le retour réflexif sur l'expérience de la communauté de vie avec les pauvres et les lépreux, dans la tradition de saint François d'Assise;
5. Sur le plan ascétique, elle distingue deux types de détachement ou de renoncement : le détachement de soi qui opère un recueillement intérieur sur fond d'un jeu entre l'être et le non être; et le détachement des biens matériels qui ouvre sur une désappropriation où le soi se découvre comme liberté innée;
6. Sur le plan mystique, elle suggère deux orientations : la première, apophatique, est centrée sur les opérations de la Trinité immanente dans l'intellect; la seconde, sacramentelle, est centré sur l'économie du Salut (Création, Incarnation et Passion) comme signe de la liberté divine et appel à l'existence libre à travers les contingences de l'histoire humaine.

## Œuvres

### En latin
- Conclusiones metaphysicae; in Joannis Duns Scoti, Doctoris Subtilis, Ordinis Minorum opera omnia, Paris, Vivès, 1891, tome VI, pp. 601-667.
- Quaestiones disputatae, in L. AMOROS (éd.), Quaestiones disputatae et de quolibet, Grottaferrata, Editions Saint-Bonaventure, 1935.

### En traduction française
- Les Questions 1 et 2 des Questions disputées; in E. ZUM BRUN (trad.), in A. de LIBERA, Maître Eckhart à Paris. Une critique médiévale de l'ontothéologie, Paris, PUF, 1984, pp. 200-223.